# 圣玛利亚玛达肋纳堂 (卡罗维发利)
圣玛利亚玛达肋纳堂（Kostel svaté Máří Magdaleny）是一座罗马天主教堂区教堂，位于捷克卡罗维发利的教堂广场（Kostelní náměstí），属于天主教比尔森教区。这是一座巴洛克建筑，建于1732-1736年，由建筑师基里安·伊格纳克·丁岑霍夫设计，是该市的地标建筑，已列为国家保护文物。

## 历史
该堂于1485年开始见于记载。自成立以来，该教堂一直由红星十字军骑士团（Rytířský řád křižovníků s červenou hvězdou）管理。1491年成立堂区。
建于14世纪的教堂为哥特式风格。到18世纪上半叶，已不能满足需要，而且有倒塌的危险。院长弗兰蒂舍克·马特·博姆主张建造新堂，1732年获得查理六世皇帝捐赠的巨款，委托布拉格建筑师基里安·伊格纳克·丁岑霍夫设计，建筑商托马斯·汉森建造新教堂。1736年竣工，建造这座教堂的总成本为95000萊茵盾。
2010年，该教堂被列入国家文化古迹名录。

## 建筑

### 外观
该堂是捷克重要的巴洛克建筑，椭圆形平面，有许多突出的小堂。前面有两座洋葱头钟楼。长38米，宽14米，钟楼高38米。

### 内部
内部装饰有埃利亚斯·多尔霍夫珍贵的祭坛画，另一幅描绘玛利亚玛达肋纳的祭坛画是约瑟夫·克拉莫林的作品。雅各布·埃伯勒创造了两尊描绘圣母玛利亚的哥特式雕塑，以及四尊圣人雕像，代表圣奥斯定、圣保禄、圣热罗尼莫和圣伯多禄。

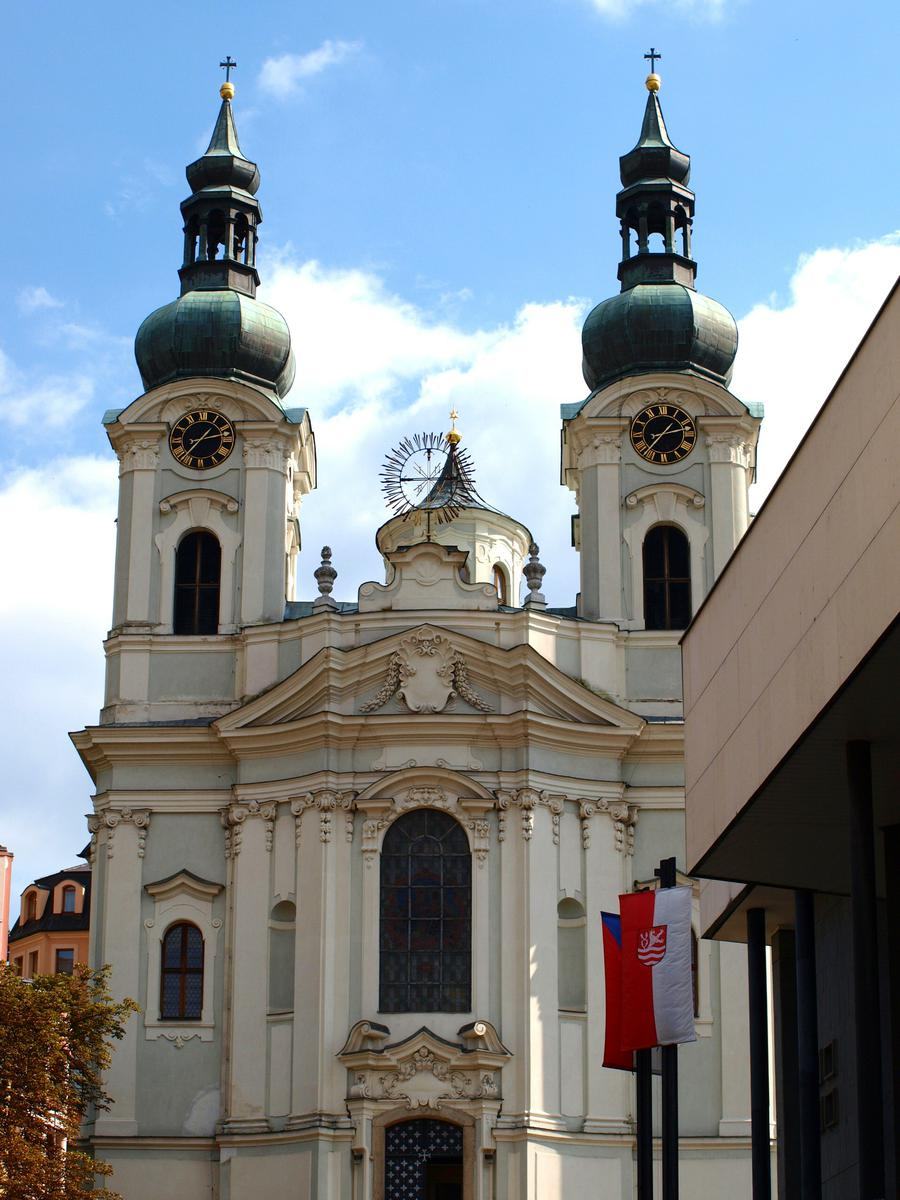
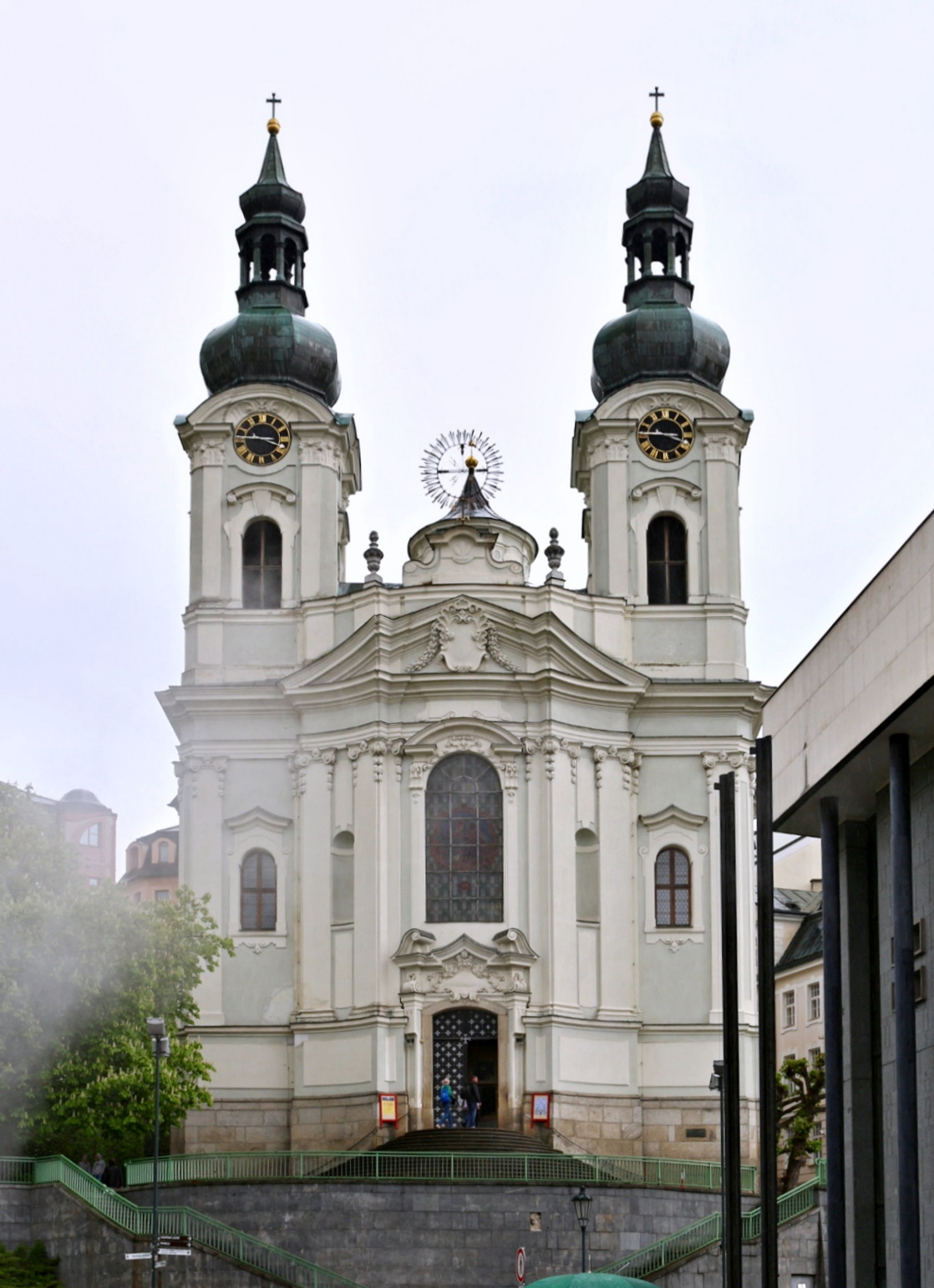
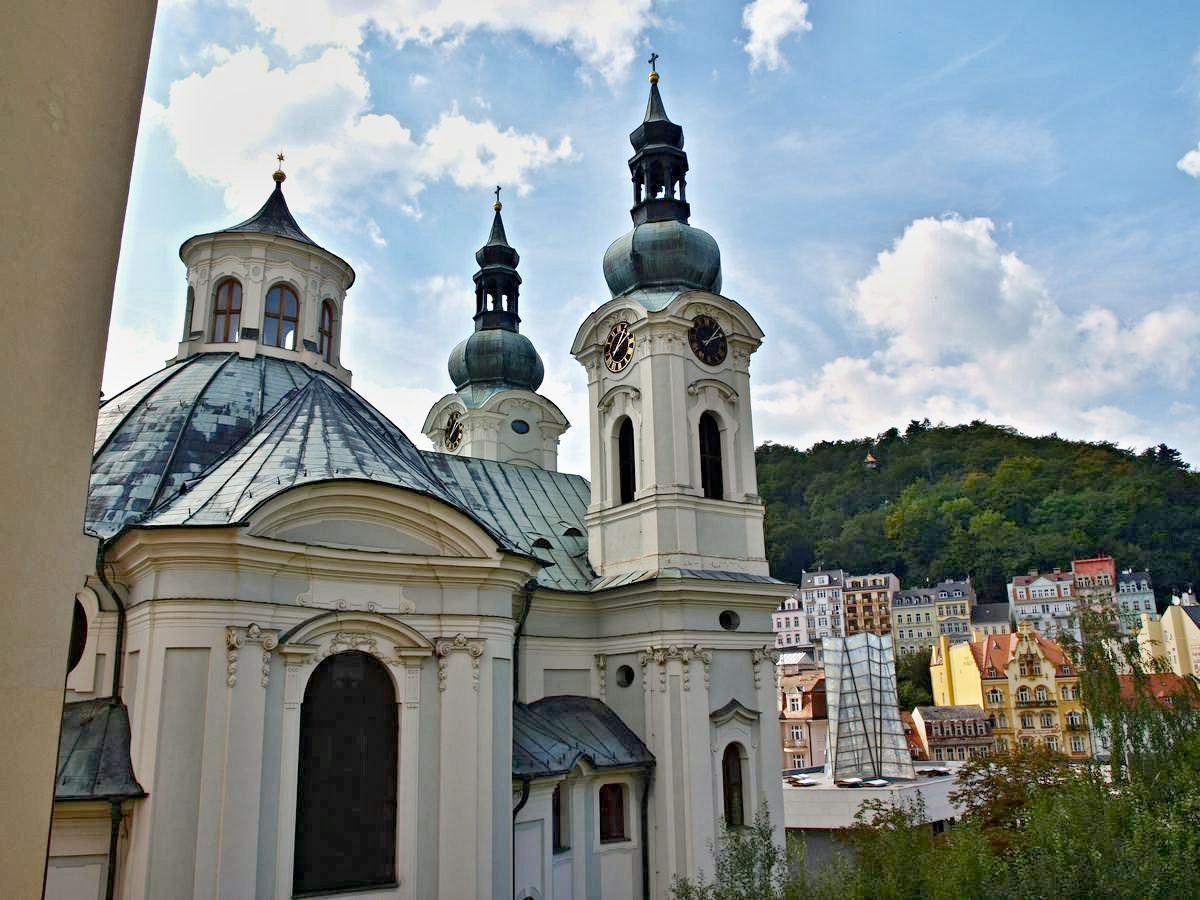
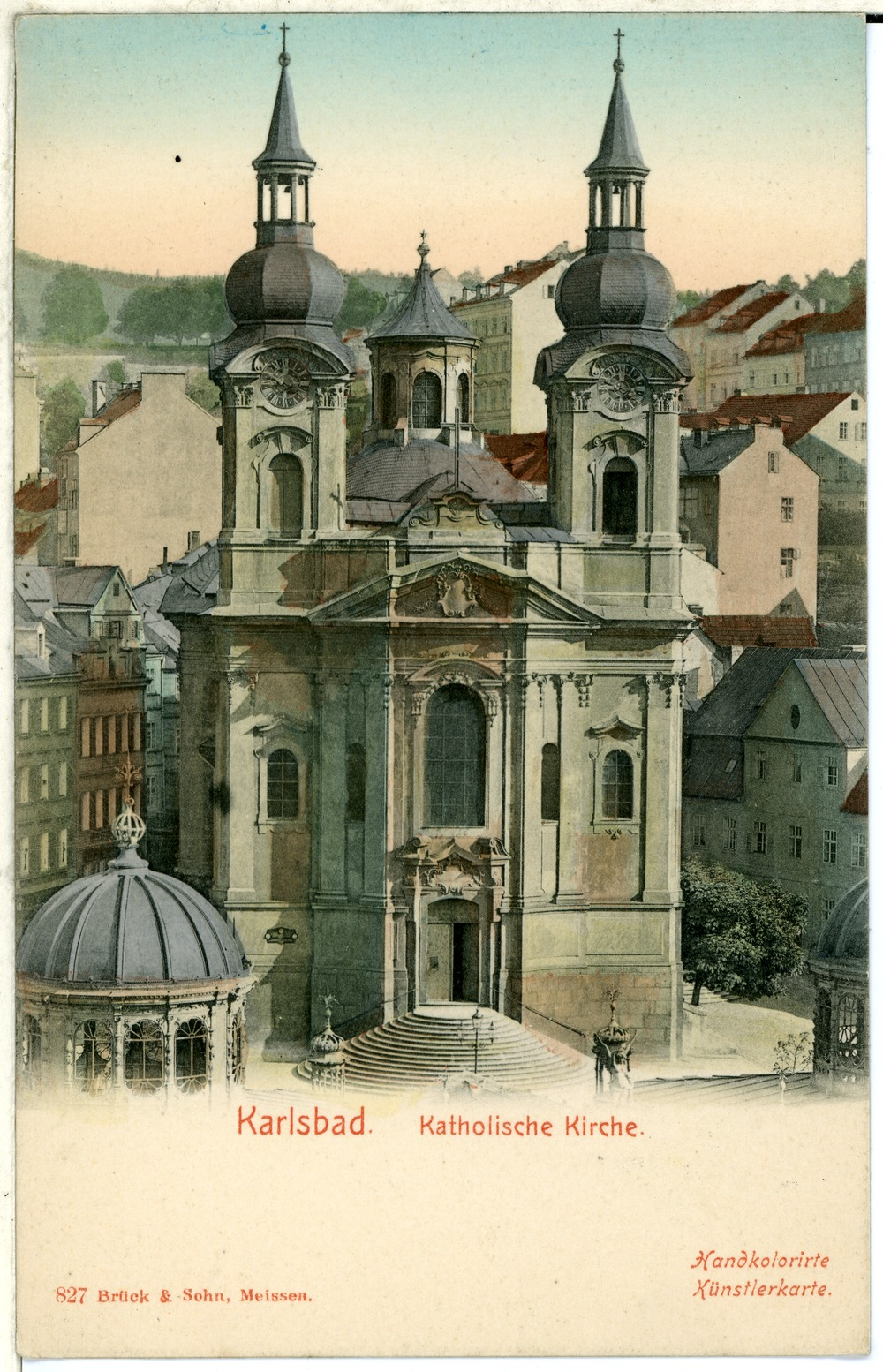
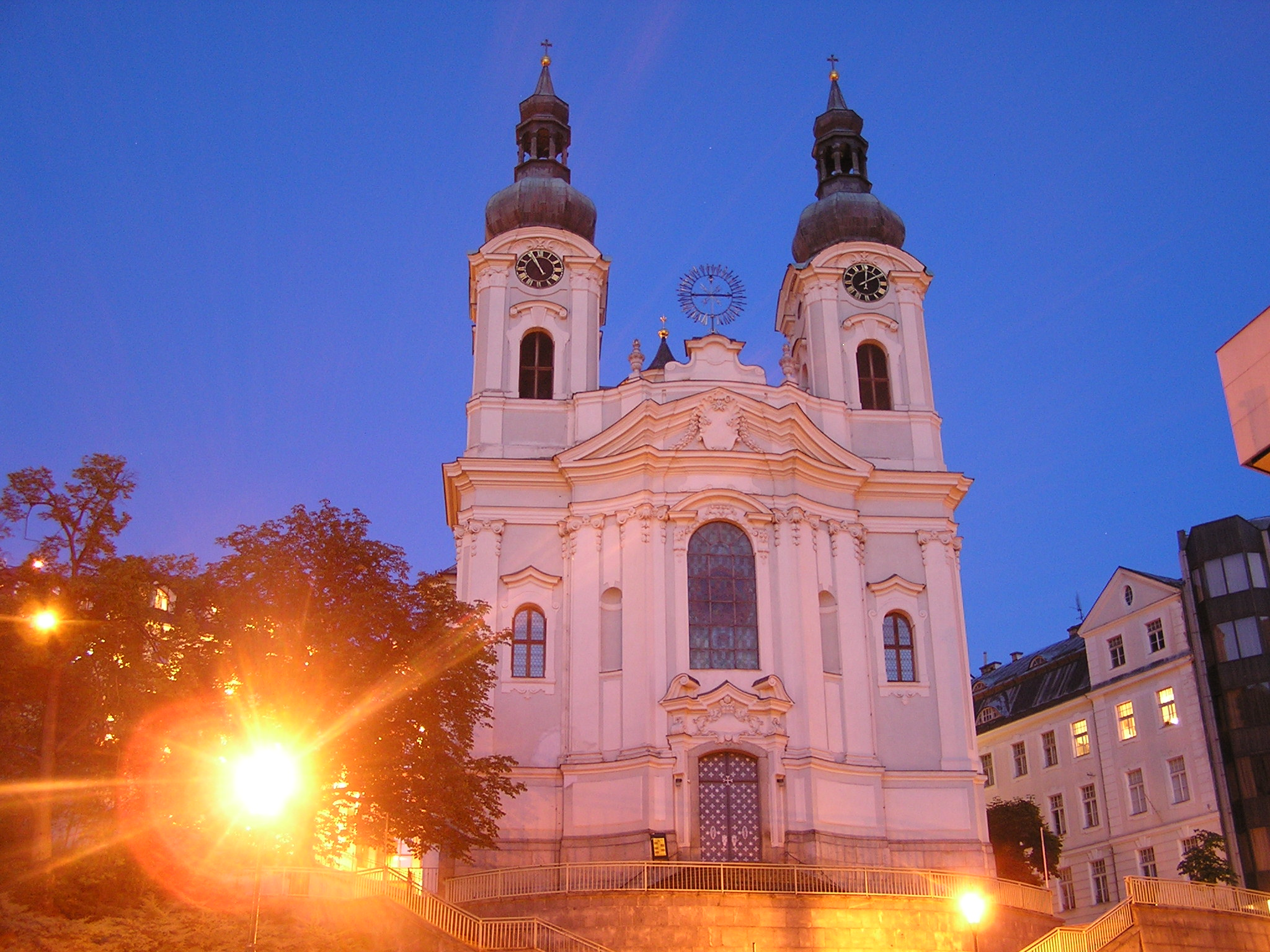

作为游览的一部分，教堂的地下部分可供参观。